# Bouvardia mitlensis
Bouvardia mitlensis är en måreväxtart som beskrevs av Attila L. Borhidi och Salas-mor.. Bouvardia mitlensis ingår i släktet Bouvardia och familjen måreväxter. Inga underarter finns listade i Catalogue of Life.